# Alfredo Ambrosi
Alfredo Gauro Ambrosi (Roma, 8 agosto 1901 – Verona, 25 giugno 1945) è stato un pittore italiano.

## Biografia
Alfredo Gauro Ambrosi, fu pittore del secondo futurismo, si dedicò prevalentemente all'aeropittura. La sua opera più famosa è l'Aeroritratto di Mussolini aviatore o anche chiamata Ritratto di Mussolini davanti a una vista di Roma del 1930. Nel 1933 dipinse il Volo su Vienna per ricordare il Volo su Vienna di Gabriele D'Annunzio.

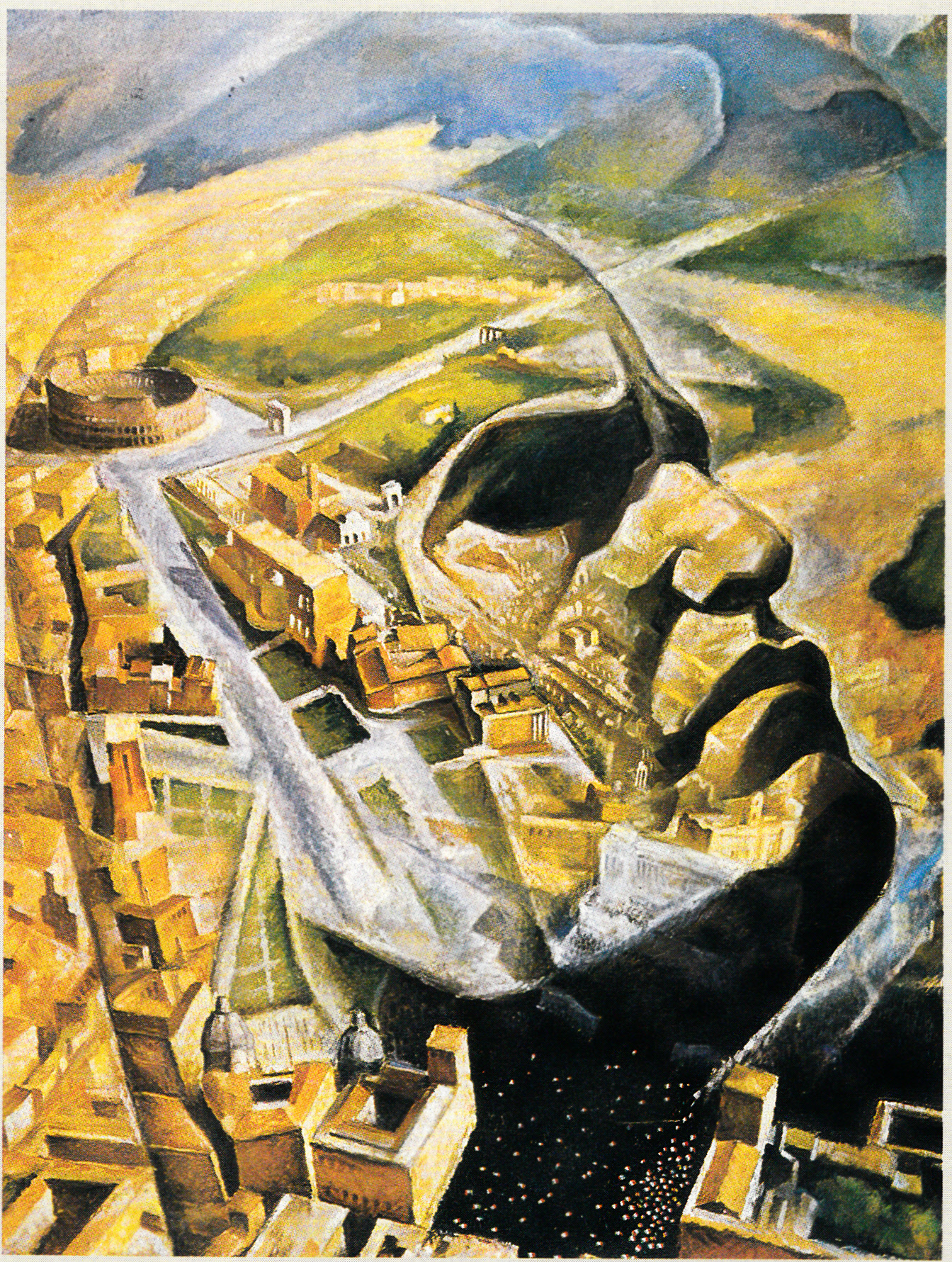
Alfredo Gauro Ambrosi
"Aeroritratto di Mussolini aviatore", 1930

Partecipò alle edizioni del 1932, 1934, 1936, 1938, 1940, 1942 della Esposizione internazionale d'arte di Venezia

## Opere
- Aeroritratto di Benito Mussolini aviatore, 1930
- Battaglia aerea, 1933
- Volo su Vienna, 1933, Collezioni del Quirinale, Roma
- Allegoria del golfo e del palazzo delle poste di La Spezia, 1933
- Volo su Vienna, 1933
- Aeropittura, 1935
- Noi tireremo dritto, 1936
- Aero-ritratto di Gianni Caproni, 1938
- Aero-ritratto di Gianni Caproni di Taliedo, 1941
- Aero-ritratto di Timida Caproni di Taliedo, 1941
- Pronto per l'attacco / Canale di Sicilia, 1942
- Attacco con aereo Caproni, 1942